# Peucedramus taeniatus
Peucedramus taeniatus là một loài chim trong họ Peucedramidae.

## Phân loài
- P. t. arizonae
- P. t. taeniatus
- P. t. aurantiacus
- P. t. guraudi
- P. t. jaliscensis
- P. t. micrus